# Chanelle Scheepers
Chanelle Scheepers (née le 13 mars 1984 à Harrismith en Afrique du Sud) est une joueuse de tennis professionnelle sud-africaine.

## Biographie
À l'Open d'Australie en 2009, elle se qualifie pour la première fois dans le grand tableau d'un tournoi du Grand Chelem ; elle s'incline lourdement dès le premier tour contre Dominika Cibulková, 18e tête de série (6-0, 6-0).
L'année suivante, à Roland-Garros, alors qu'elle est issue des qualifications, elle ne s'incline qu'en huitièmes de finale face à Elena Dementieva après avoir notamment sorti Gisela Dulko au 2e tour.
En septembre 2011, Chanelle Scheepers remporte son premier tournoi WTA face à la Slovaque Magdaléna Rybáriková en finale. Elle décroche à cette occasion le premier tournoi de sa carrière en simple sur le circuit principal, à l'issue d'un parcours difficile où elle a notamment dû sauver une balle de match au deuxième tour contre Hsieh Su-Wei. Elle met également fin à de longues années de disette pour le tennis féminin sud-africain, en étant la première représentante de ce pays à remporter un tournoi depuis Amanda Coetzer à Acapulco en 2003.

## Palmarès

### Titre en simple dames
| No | Date       | Nom et lieu du tournoi                | Catégorie | Dotation  | Surface    | Finaliste            | Score    |          |
| -- | ---------- | ------------------------------------- | --------- | --------- | ---------- | -------------------- | -------- | -------- |
| 1  | 19-09-2011 | WANLIMA Int'l Women's Open, Guangzhou | Intern'l  | 220 000 $ | Dur (ext.) | Magdaléna Rybáriková | 6-2, 6-2 | Parcours |

### Finale en simple dames
| No | Date       | Nom et lieu du tournoi         | Catégorie | Dotation  | Surface      | Vainqueure   | Score     |          |
| -- | ---------- | ------------------------------ | --------- | --------- | ------------ | ------------ | --------- | -------- |
| 1  | 14-07-2014 | Collector Swedish Open, Båstad | Intern'l  | 250 000 $ | Terre (ext.) | Mona Barthel | 6-3, 7-63 | Parcours |

### Titre en double dames
| No | Date       | Nom et lieu du tournoi                  | Catégorie | Dotation  | Surface      | Partenaire        | Finalistes                 | Score             |          |
| -- | ---------- | --------------------------------------- | --------- | --------- | ------------ | ----------------- | -------------------------- | ----------------- | -------- |
| 1  | 20-05-2013 | Internationaux de Strasbourg Strasbourg | Intern'l  | 235 000 $ | Terre (ext.) | Kimiko Date-Krumm | Cara Black Marina Erakovic | 6-4, 3-6, [14-12] | Parcours |

### Finales en double dames
| No | Date       | Nom et lieu du tournoi                | Catégorie | Dotation  | Surface      | Vainqueures                       | Partenaire      | Score     |          |
| -- | ---------- | ------------------------------------- | --------- | --------- | ------------ | --------------------------------- | --------------- | --------- | -------- |
| 1  | 12-10-2009 | HP Japan Women's Open Tennis Osaka    | Intern'l  | 220 000 $ | Dur (ext.)   | Chuang Chia-Jung Lisa Raymond     | Abigail Spears  | 6-2, 6-4  | Parcours |
| 2  | 30-07-2012 | Citi Open Washington                  | Intern'l  | 220 000 $ | Dur (ext.)   | Shuko Aoyama Chang Kai-Chen       | Irina Falconi   | 7-5, 6-2  | Parcours |
| 3  | 17-02-2014 | Rio Open by Claro hdtv Rio de Janeiro | Intern'l  | 250 000 $ | Terre (ext.) | Irina-Camelia Begu María Irigoyen | Johanna Larsson | 6-2, 6-0  | Parcours |
| 4  | 07-04-2014 | Claro Open Colsanitas Bogota          | Intern'l  | 250 000 $ | Terre (ext.) | Lara Arruabarrena Caroline Garcia | Vania King      | 7-65, 6-4 | Parcours |

## Parcours en Grand Chelem

### En simple dames
| Année | Open d'Australie                                        | Open d'Australie                                 | Internationaux de France                                    | Internationaux de France                                  | Wimbledon                                               | Wimbledon                                           | US Open                                         | US Open             |
| ----- | ------------------------------------------------------- | ------------------------------------------------ | ----------------------------------------------------------- | --------------------------------------------------------- | ------------------------------------------------------- | --------------------------------------------------- | ----------------------------------------------- | ------------------- |
| 2003  | Q2 \|\| style="text-align:left" \| Seda Noorlander      | Q1 \|\| style="text-align:left" \| Zuzana Kucová | Q1 \|\| style="text-align:left" \| Bethanie Mattek          | Q1 \|\| style="text-align:left" \| Andreea Vanc           |                                                         |                                                     |                                                 |                     |
|       |                                                         |                                                  |                                                             |                                                           |                                                         |                                                     |                                                 |                     |
| 2005  | Q1 \|\| style="text-align:left" \| Sesil Karatantcheva  | Q1 \|\| style="text-align:left" \| Sunitha Rao   | Q1 \|\| style="text-align:left" \| Ivana Abramović          | Q2 \|\| style="text-align:left" \| Virginia Ruano Pascual |                                                         |                                                     |                                                 |                     |
|       |                                                         |                                                  |                                                             |                                                           |                                                         |                                                     |                                                 |                     |
| 2007  | —                                                       | —                                                | —                                                           | —                                                         | —                                                       | —                                                   | Q1 \|\| style="text-align:left" \| Alizé Cornet |                     |
| 2008  | —                                                       | —                                                | Q2 \|\| style="text-align:left" \| Anastasia Pavlyuchenkova | Q2 \|\| style="text-align:left" \| Séverine Brémond       | Q2 \|\| style="text-align:left" \| Johanna Larsson      |                                                     |                                                 |                     |
| 2009  | 1er tour (1/64)                                         | Dominika Cibulková                               | 1er tour (1/64)                                             | Elena Dementieva                                          | Q1 \|\| style="text-align:left" \| Anastasija Sevastova | Q3 \|\| style="text-align:left" \| Angelique Kerber |                                                 |                     |
| 2010  | Q1 \|\| style="text-align:left" \| Anastasia Pivovarova | 4e tour (1/8)                                    | Elena Dementieva                                            | 1er tour (1/64)                                           | Li Na                                                   | 1er tour (1/64)                                     | Akgul Amanmuradova                              |                     |
| 2011  | 3e tour (1/16)                                          | Victoria Azarenka                                | 2e tour (1/32)                                              | Maria Kirilenko                                           | 1er tour (1/64)                                         | Evgeniya Rodina                                     | 3e tour (1/16)                                  | Francesca Schiavone |
| 2012  | 1er tour (1/64)                                         | Svetlana Kuznetsova                              | 2e tour (1/32)                                              | Nadia Petrova                                             | 1er tour (1/64)                                         | Yaroslava Shvedova                                  | 1er tour (1/64)                                 | Maria Kirilenko     |
| 2013  | 1er tour (1/64)                                         | Klára Zakopalová                                 | 1er tour (1/64)                                             | Mathilde Johansson                                        | 1er tour (1/64)                                         | Roberta Vinci                                       | 2e tour (1/32)                                  | Caroline Wozniacki  |
| 2014  | 1er tour (1/64)                                         | Yvonne Meusburger                                | 1er tour (1/64)                                             | Sílvia Soler                                              | 2e tour (1/32)                                          | Serena Williams                                     | 1er tour (1/64)                                 | Christina McHale    |
| 2015  | 1er tour (1/64)                                         | A.K. Schmiedlová                                 | —                                                           | —                                                         | —                                                       | —                                                   | —                                               | —                   |

À droite du résultat, l’ultime adversaire.

### En double dames
| Année | Open d'Australie             | Open d'Australie          | Internationaux de France   | Internationaux de France | Wimbledon                   | Wimbledon                 | US Open                      | US Open                   |
| ----- | ---------------------------- | ------------------------- | -------------------------- | ------------------------ | --------------------------- | ------------------------- | ---------------------------- | ------------------------- |
| 2010  | -                            | -                         | -                          | -                        | 3e tour (1/8) J. Janković   | G. Dulko F. Pennetta      | 1er tour (1/32) A. Rosolska  | J. Görges A.-L. Grönefeld |
| 2011  | -                            | -                         | 1er tour (1/32) Chang K.C. | K. Peschke K. Srebotnik  | 2e tour (1/16) T. Pironkova | S. Errani R. Vinci        | 1er tour (1/32) T. Pironkova | N. Llagostera A. Parra    |
| 2012  | 1er tour (1/32) C. Dellacqua | N. Llagostera A. Parra    | -                          | -                        | 2e tour (1/16) I. Falconi   | A. Radwańska U. Radwańska | 2e tour (1/16) J. Craybas    | S. Errani R. Vinci        |
| 2013  | 2e tour (1/16) J. Craybas    | S. Errani R. Vinci        | 1er tour (1/32) P. Martić  | S. Beltrame L. Thorpe    | 1/2 finale S. Aoyama        | Hsieh S.-w. Peng S.       | 1er tour (1/32) S. Aoyama    | E. Makarova E. Vesnina    |
| 2014  | 1er tour (1/32) M. Minella   | D. Hantuchová L. Raymond  | 1er tour (1/32) C. McHale  | O. Kalashnikova K. Piter | 2e tour (1/16) V. Dushevina | A. Hlaváčková Zheng J.    | 1er tour (1/32) S. Fichman   | K. Peschke K. Srebotnik   |
| 2015  | 2e tour (1/16) Z. Diyas      | J. Görges A.-L. Grönefeld | -                          | -                        | -                           | -                         | -                            | -                         |

Sous le résultat, la partenaire ; à droite, l’ultime équipe adverse.

### En double mixte
| Année | Open d'Australie | Open d'Australie | Internationaux de France | Internationaux de France | Wimbledon                   | Wimbledon                | US Open | US Open |
| 2012  | -                | -                | -                        | -                        | 1er tour (1/32) K. Anderson | Y. Shvedova M. Kukushkin | -       | -       |

Sous le résultat, le partenaire ; à droite, l’ultime équipe adverse.

## Parcours en «Premier Mandatory» et «Premier 5»
Découlant d'une réforme du circuit WTA inaugurée en 2009, les tournois WTA « Premier Mandatory » et « Premier 5 » constituent les catégories d'épreuves les plus prestigieuses, après les quatre levées du Grand Chelem.

### En simple dames
| Année |              | Premier Mandatory           | Premier Mandatory          | Premier Mandatory           | Premier Mandatory            |       | Premier 5 | Premier 5                  | Premier 5                         | Premier 5                    | Premier 5                   | Premier 5 | Premier 5                         |
| Année | Indian Wells | Miami                       | Madrid                     | Pékin                       |                              | Dubaï | Rome      | Canada                     | Cincinnati                        |                              | Tokyo                       |           |                                   |
| Année | Indian Wells | Miami                       | Madrid                     | Pékin                       |                              | Doha  | Rome      | Canada                     | Cincinnati                        |                              | Wuhan                       |           |                                   |
| Année | Indian Wells | Miami                       | Madrid                     | Pékin                       |                              |       | Rome      | Canada                     | Cincinnati                        |                              |                             |           |                                   |
| 2011  |              |                             | 2e tour (1/32) A. Dulgheru | 2e tour (1/16) P. Kvitová   | 2e tour (1/16) M. Niculescu  |       |           | 2e tour (1/16) J. Janković | 1er tour (1/32) A. Pavlyuchenkova |                              | 2e tour (1/16) P. Kvitová   |           |                                   |
| 2012  |              | 3e tour (1/16) M. Bartoli   | 3e tour (1/16) S. Stosur   | 1er tour (1/32) S. Errani   | 1er tour (1/32) C. Wozniacki |       |           | 1er tour (1/32) C. McHale  | 3e tour (1/8) Li N.               | 3e tour (1/8) A. Radwańska   | 2e tour (1/16) V. Williams  |           | 1er tour (1/32) A. Pavlyuchenkova |
| 2013  |              | 2e tour (1/32) M. Bartoli   | 1er tour (1/64) K. Date    | 2e tour (1/16) Ana Ivanović | 1er tour (1/32) S. Lisicki   |       |           |                            |                                   | 1er tour (1/32) F. Schiavone |                             |           |                                   |
| 2014  |              | 1er tour (1/64) Y. Shvedova | 2e tour (1/32) C. Suárez   |                             |                              |       |           |                            | 1er tour (1/32) S. Errani         |                              | 1er tour (1/32) F. Pennetta |           |                                   |
| 2015  |              | 1er tour (1/64) S. Stephens |                            |                             |                              |       |           |                            |                                   |                              |                             |           |                                   |

Sous le résultat, l’ultime adversaire.

### En double dames
| Année                  | Premier Mandatory | Premier Mandatory      | Premier Mandatory       | Premier Mandatory  | Premier Mandatory | Premier Mandatory          | Premier Mandatory   | Premier Mandatory | Premier 5 | Premier 5               | Premier 5               | Premier 5             | Premier 5              | Premier 5                  | Premier 5            | Premier 5              | Premier 5      | Premier 5  | Premier 5 | Premier 5 | Premier 5 | Premier 5 |
| Année                  | Indian Wells      | Indian Wells           | Miami                   | Miami              | Madrid            | Madrid                     | Pékin               | Pékin             | Dubaï     | Dubaï                   | Doha                    | Doha                  | Rome                   | Rome                       | Canada               | Canada                 | Cincinnati     | Cincinnati | Tokyo     | Tokyo     | Wuhan     | Wuhan     |
| ---------------------- | ----------------- | ---------------------- | ----------------------- | ------------------ | ----------------- | -------------------------- | ------------------- | ----------------- | --------- | ----------------------- | ----------------------- | --------------------- | ---------------------- | -------------------------- | -------------------- | ---------------------- | -------------- | ---------- | --------- | --------- | --------- | --------- |
| 2010                   |                   |                        |                         |                    |                   |                            |                     |                   |           |                         |                         |                       |                        |                            |                      |                        |                |            |           |           |           |           |
| —                      | —                 | —                      | —                       | —                  | —                 | 1er tour (1/16) Schnyder   | Llagostera Martínez | —                 | —         |                         |                         | 1er tour (1/16) Molik | Poutchek Şenoğlu       | —                          | —                    | —                      | —              | —          | —         |           |           |           |
| 2011                   |                   |                        |                         |                    |                   |                            |                     |                   |           |                         |                         |                       |                        |                            |                      |                        |                |            |           |           |           |           |
| —                      | —                 | —                      | —                       | —                  | —                 | —                          | —                   | —                 | —         |                         |                         | 1er tour (1/16) Lučić | Brianti Hercog         | —                          | —                    | —                      | —              | —          | —         |           |           |           |
| 2012                   |                   |                        |                         |                    |                   |                            |                     |                   |           |                         |                         |                       |                        |                            |                      |                        |                |            |           |           |           |           |
| —                      | —                 | —                      | —                       | —                  | —                 | —                          | —                   |                   |           | 1er tour (1/16) Craybas | Kudryavtseva Zakopalová | —                     | —                      | —                          | —                    | —                      | —              | —          | —         |           |           |           |
| 2013                   |                   |                        |                         |                    |                   |                            |                     |                   |           |                         |                         |                       |                        |                            |                      |                        |                |            |           |           |           |           |
| —                      | —                 | —                      | —                       | —                  | —                 | 1er tour (1/16) Date-Krumm | Black Mirza         |                   |           | —                       | —                       | —                     | —                      | 1er tour (1/16) Date-Krumm | Klemenschits Savchuk | 1er tour (1/16) Aoyama | Chan Srebotnik | —          | —         |           |           |           |
| 2014                   |                   |                        |                         |                    |                   |                            |                     |                   |           |                         |                         |                       |                        |                            |                      |                        |                |            |           |           |           |           |
| 1er tour (1/16) Chuang | Görges Grönefeld  | 1er tour (1/16) Chuang | Kalashnikova Kleybanova | 2e tour (1/8) Chan | Black Mirza       |                            |                     |                   |           | —                       | —                       | 1er tour (1/16) Piter | Dellacqua Jans-Ignacik |                            |                      |                        |                |            |           |           |           |           |

N.B. : le nom de la partenaire se trouve sous le résultat ; le nom des ultimes adversaires se trouve à droite.

## Parcours en Fed Cup
| #                                                                               | Date       | Lieu   | Surface    | Gagnante(s)      | Perdante(s)        | Score     |          |
|                                                                                 |            |        |            |                  |                    |           |          |
| 2003 - Barrage (groupe mondial I) - Afrique du Sud - République tchèque - 1 : 4 |            |        |            |                  |                    |           |          |
| 1                                                                               | 19/07/2003 | Durban | Dur (ext.) | Barbora Strýcová | Chanelle Scheepers | 6-4, 7-65 | Parcours |

## Classements WTA

### Classements en simple en fin de saison
| Année | 2001 | 2002 | 2003 | 2004 | 2005 | 2006 | 2007 | 2008 | 2009 | 2010 | 2011 | 2012 | 2013 | 2014 | 2015 |
| Rang  | 490  | 226  | 245  | 210  | 234  | 328  | 222  | 172  | 130  | 107  | 38   | 60   | 80   | 77   | 423  |

Source : (en) « Classements de Chanelle Scheepers », sur le site officiel du WTA Tour

### Classements en double en fin de saison
| Année | 2001 | 2002 | 2003 | 2004 | 2005 | 2006 | 2007 | 2008 | 2009 | 2010 | 2011 | 2012 | 2013 | 2014 | 2015 |
| Rang  | 450  | 266  | 312  | 225  | 267  | 150  | 199  | 135  | 142  | 116  | 211  | 143  | 55   | 104  | 371  |

Source : (en) « Classements de Chanelle Scheepers », sur le site officiel du WTA Tour